# مصر للطيران الرحلة 763
مصر للطيران الرحلة 763 هي رحلة طيران من القاهرة إلي عدن عبر جدة في 19 مارس 1972 وكانت طائرة ماكدونل دوغلاس دي سي 9-32 تابعة لمصر للطيران بالنيابة عن خطوط أدريا الجوية وكانت تحمل علي متنها 33 راكبا و9 من أفراد الطاقم وقد مات جميع الركاب والطاقم البالغ 42 شخصا عندما أصطدمت الطائرة بجبل شمسان في عدن عاصمة اليمن.